# Tatiana Birshtein
Tatiana Birshtein (São Petersburgo, 20 de dezembro de 1928 – São Petersburgo, 23 de fevereiro de 2022) foi uma física russa, cujos estudos deram enfoque à física molecular.
Morreu em 23 de fevereiro de 2022, aos 93 anos de idade.